# Regio's van Mauritanië
Mauritanië is onderverdeeld in twaalf regio's (ولاية, wilāya, letterlijk provincie/région) en een hoofdstedelijk district. De regio's zijn onderverdeeld in 44 departementen.
| #  | Regio              | Hoofdstad        | Opp. (km²) | Inw. (2005) | Kaart                  |
| -- | ------------------ | ---------------- | ---------- | ----------- | ---------------------- |
| 1  | Adrar              | Atar             | 215.300    | 71.502      | Regio's van Mauritanië |
| 2  | Assaba             | Kiffa            | 36.600     | 271.268     | Regio's van Mauritanië |
| 3  | Brakna             | Aleg             | 33.000     | 270.269     | Regio's van Mauritanië |
| 4  | Dakhlet Nouadhibou | Nouadhibou       | 22.300     | 104.022     | Regio's van Mauritanië |
| 5  | Gorgol             | Kaédi            | 13.600     | 268.683     | Regio's van Mauritanië |
| 6  | Guidimakha         | Sélibaby         | 10.300     | 177.707     | Regio's van Mauritanië |
| 7  | Hodh Ech Chargui   | Néma             | 182.700    | 320.406     | Regio's van Mauritanië |
| 8  | Hodh El Gharbi     | Aioun el Atrouss | 53.400     | 238.243     | Regio's van Mauritanië |
| 9  | Inchiri            | Akjoujt          | 46.800     | 11.500      | Regio's van Mauritanië |
| 10 | Nouakchott         | Nouakchott       | 1.000      | 558.195     | Regio's van Mauritanië |
| 11 | Tagant             | Tidjikdja        | 95.200     | 79.650      | Regio's van Mauritanië |
| 12 | Tiris Zemmour      | Zouérat          | 252.900    | 41.121      | Regio's van Mauritanië |
| 13 | Trarza             | Rosso            | 67.800     | 282.837     | Regio's van Mauritanië |